# Сан-Джованні-а-Піро
Сан-Джованні-а-Піро (італ. San Giovanni a Piro, сиц. San Giuanni a Piru) — муніципалітет в Італії, у регіоні Кампанія,  провінція Салерно.
Сан-Джованні-а-Піро розташований на відстані близько 330 км на південний схід від Рима, 135 км на південний схід від Неаполя, 95 км на південний схід від Салерно.
Населення — 3808 осіб (2014).

## Демографія
Населення за роками:

Станом на 1 січня 2023 року в муніципалітеті офіційно проживали 103 іноземці з 19 країн, серед них 36 громадян країн Євросоюзу та 14 громадян України.

## Сусідні муніципалітети
- Камерота
- Роккаглоріоза
- Санта-Марина
- Торре-Орсая